# 올림푸스 E-420
올림푸스 E-420(Olympus E-420)은 올림푸스의 디지털 SLR이다. 2008년 3월 5일 발표되었다. 기존 필름 카메라 시스템에 바탕을 두지 않고, 디지털을 고려해 렌즈 마운트와 전체 시스템이 디자인된 포서즈 시스템을 사용한다. 1천만 유효 화소를 가진 마쯔시다 Live MOS 이미지 센서를 사용하며, 라이브 뷰 기능을 제공한다. 발표 당시 최경량 최소형 DSLR이었다. 올림푸스 E-520과 비교했을 때, 영상 흔들림 방지 기능이 없는 것이 단점이다.

## 감광 속도
E-420의 ISO 100은 실제론 ISO 125에 가깝다.

## 같이 보기
- 포서즈 시스템